# Alberto Angelini
Alberto Angelini (* 28. September 1974 in Savona) ist ein ehemaliger italienischer Wasserballspieler. Er war Olympiadritter 1996, Weltmeisterschaftszweiter 2003, Europameister 1995, Europameisterschaftsdritter 1999 und Europameisterschaftszweiter 2001.

## Sportliche Karriere
Der 1,76 Meter große Angelini begann bei Rari Nantes Savona und gewann mit diesem Verein zwei italienische Meistertitel. Nach einem Titel mit Rom wurde er mit Pro Recco von 2001 bis 2009 fünfmal italienischer Meister.
1993 gewann Angelini mit der italienischen Juniorennationalmannschaft den Titel bei der Juniorenweltmeisterschaft. Bereits 1991 debütierte Angelini in der Nationalmannschaft, in der er 416 Länderspiele absolvierte. Stammspieler wurde er aber erst, als nach dem Weltmeistertitel 1994 in Rom einige Spieler aus der Nationalmannschaft zurücktraten. 1995 bei der Europameisterschaft in Wien spielte er erstmals bei einem großen Turnier. Die Italiener besiegten im Halbfinale die deutsche Mannschaft mit 10:9 und im Finale die Ungarn mit 10:8. Im Jahr darauf bei den Olympischen Spielen in Atlanta gewannen die Italiener ihre Vorrundengruppe und bezwangen im Viertelfinale die russische Mannschaft. Nach der 6:7-Halbfinalniederlage gegen die Kroaten besiegten die Italiener im Spiel um Bronze die Ungarn mit 20:18. Das Spiel endete erst nach der zweiten Verlängerung. Alberto Angelini warf insgesamt elf Tore, vier davon im Spiel um den dritten Platz.
Bei der Europameisterschaft 1997 in Sevilla unterlagen die Italiener den Spaniern im Spiel um den fünften Platz mit 6:8. Im Jahr darauf bei der Weltmeisterschaft 1998 in Perth erreichte die italienische Mannschaft den fünften Rang mit einem 14:3 gegen die russische Mannschaft. Angelini warf fünf Turniertore. 1999 bei der Europameisterschaft in Florenz verloren die Italiener im Halbfinale gegen die Ungarn. Im Spiel um den dritten Platz siegten die Italiener mit 7:6 gegen die Griechen. Beim olympischen Wasserballturnier 2000 in Sydney unterlagen die Italiener im Viertelfinale den Ungarn. Mit zwei Siegen in den Platzierungsspielen erreichten die Italiener den fünften Rang. Angelini war in allen acht Spielen dabei und warf vier Tore.
Im Juni 2001 fand die Europameisterschaft in Budapest statt. Die Italiener erreichten das Endspiel mit Siegen über Griechenland im Viertelfinale und über Ungarn im Halbfinale. Im Endspiel unterlagen sie den Jugoslawen, also der Mannschaft aus Serbien und Montenegro. Einen Monat später wurde die Weltmeisterschaft in Fukuoka ausgetragen. Nach der Halbfinalniederlage gegen die Spanier unterlagen die Italiener im Spiel um Bronze den Russen mit 6:7. Im September 2001 bei den Mittelmeerspielen in Tunis erkämpften die Italiener die Silbermedaille hinter den Spaniern. 2003 bei der Europameisterschaft in Slowenien warf Angelini zwei Tore. Die italienische Mannschaft belegte den neunten Platz. Einen Monat später bei der Weltmeisterschaft in Barcelona siegten die Italiener im Viertelfinale gegen die Australier und im Halbfinale gegen die Mannschaft aus Serbien und Montenegro. Im Finale gewannen die Ungarn mit 11:9 nach der zweiten Verlängerung. 2004 bei den Olympischen Spielen in Athen warf Alberto Angelini insgesamt elf Tore. Die italienische Mannschaft verpasste den Einzug ins Viertelfinale und belegte schließlich den achten Platz.
Bei der Weltmeisterschaft 2005 in Montreal unterlagen die Italiener den Griechen im Viertelfinale. Nach zwei weiteren Niederlagen in den Platzierungsspielen belegten sie den achten Platz. Bei den Olympischen Spielen 2008 in Seoul belegten die Italiener den neunten Platz. Angelini warf noch einmal neun Turniertore.
Nach dem Ende seiner aktiven Laufbahn wurde Angelini Trainer.